# 킹스맨: 골든 서클
《킹스맨: 골든 서클》(영어: Kingsman: The Golden Circle)은 2017년 영국과 미국의 합작 첩보 액션 영화로, 《킹스맨: 시크릿 에이전트》(2015)의 속편이다. 전편의 매튜 본을 비롯 콜린 퍼스, 태런 에저튼, 마크 스트롱. 소피 쿡슨, 에드워드 홀크로프트등이 연이어 출연하며, 이외에도 줄리안 무어, 할리 베리, 채닝 테이텀, 제프 브리지스, 엘튼 존 등이 새롭게 캐스팅되었다.

## 줄거리
비밀리에 세상을 지키는 영국 스파이 조직 '킹스맨'이 국제적 범죄조직 '골든 서클'에 의해 본부가 폭파당한 후 미국으로 건너가 만난 형제 스파이 조직 '스테이츠맨
과 함께 '골든 서클'의 계획을 막기 위한 작전을 시작하며 벌어지는 일을 그린 스파이 액션 블록버스터 영화다.

## 출연
- 콜린 퍼스 - 해리 하트 / 갤러해드 역
- 줄리안 무어 - 포피 아담스 역
- 태런 에저튼 - 게리 "에그시" 언윈 / 갤러해드 역
- 마크 스트롱 - 멀린 역
- 할리 베리 - 진저 에일 역
- 엘튼 존 - 본인 역
- 채닝 테이텀 - 데킬라 역
- 제프 브리지스 - 샴페인 "챔프" 역
- 페드로 파스칼 - 잭 대니얼스 / 위스키 역
- 소피 쿡슨 - 록샌 "록시" 모턴 / 랜슬롯 역
- 에드워드 홀크로프트 - 찰스 "찰리" 헤스케스 역
- 한나 알스트룀 - 틸디 스웨덴 공주 역
- 캘빈 뎀바 - 브랜든 역
- 토머스 터구스 - 리엄 역
- 키스 앨런 - 찰스 역
- 마이클 갬본 - 아서 역
- 포피 델레바인 - 클라라 폰 글루크페르크 역
- 레나 엔드레 - 스웨덴 왕비 역
- 비에른 그라나트 - 스웨덴 국왕 역
- 서맨사 워맥 - 미셸 언윈 역
- 허니 홈즈 - 간호사 역
- 폴리나 보네바 - 과학자 / 간호사 역
- 사만다 코플란 - 여행 가이드 역
- 톰 베네딕트 나이트 - 에인절 역
- 솔로몬 타이워 저스티파이드 - 언론인 역
- 마틴 포드 - 글래스턴베리 경비요원 역
- 고든 알랙산더 - 킹스맨 택시 운전사 역
- 브루스 그린우드 - 미국의 대통령 역
- 에밀리 왓슨 - 폭스 역
- 토비 바케어 - 자말 역
- 마크 아놀드 - 매코이 역